# مورگان جی. بولکلی

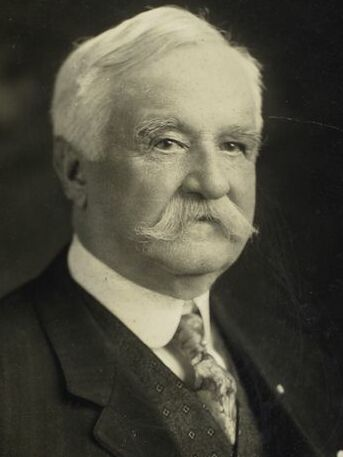
مورگان جی. بولکلی - ۱۹۰۸

مورگان جی. بولکلی (به انگلیسی: Morgan G. Bulkeley) سناتور سابق عضو حزب جمهوری‌خواه ایالات متحده آمریکا بود. وی در سال ۱۹۰۵ تا ۱۹۱۱ میلادی سناتور ایالت کنتیکت در سنای ایالات متحده آمریکا بود.